# Kanon der Medizin

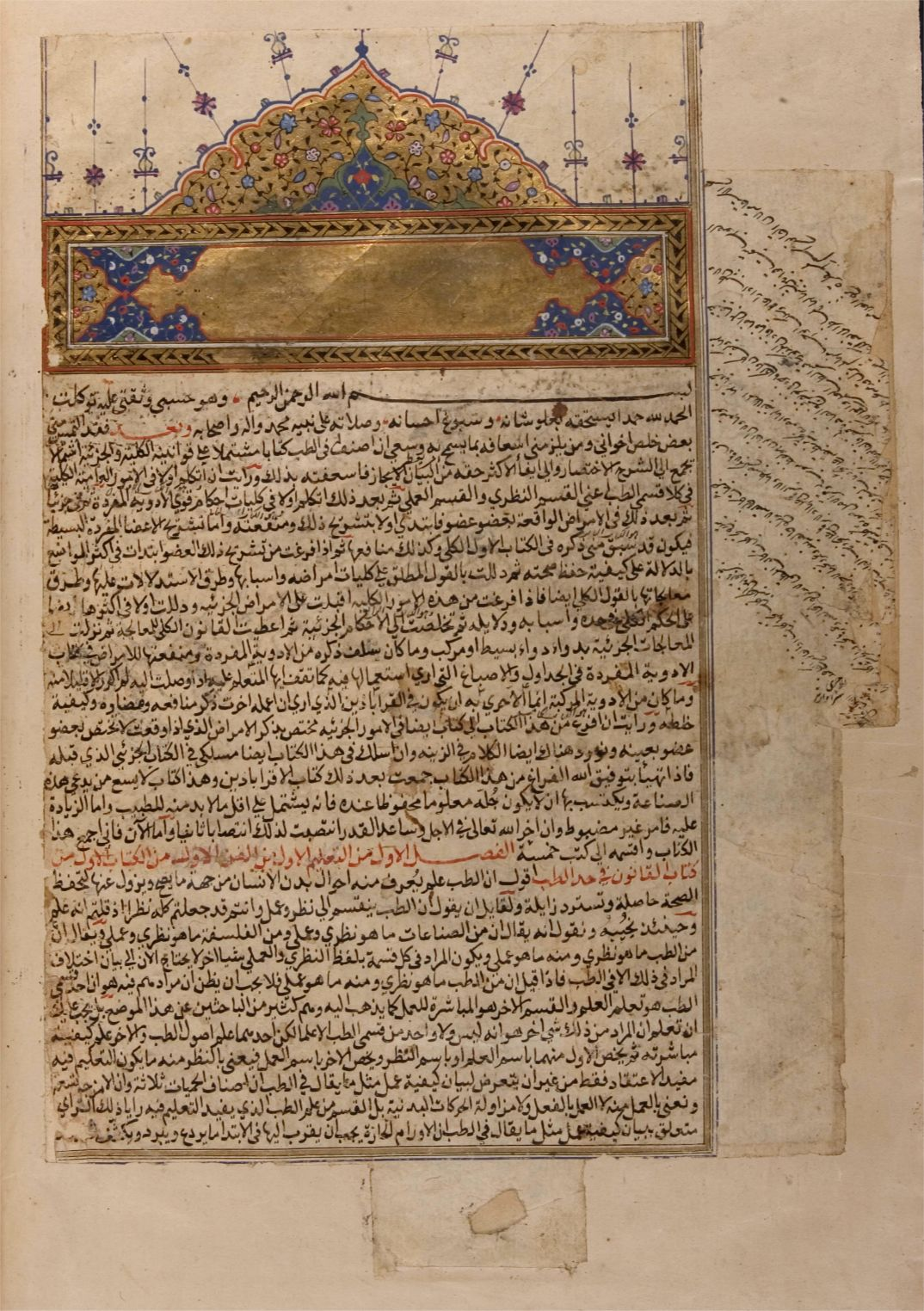
Die erste Seite einer Abschrift des Kanons von 1597/98

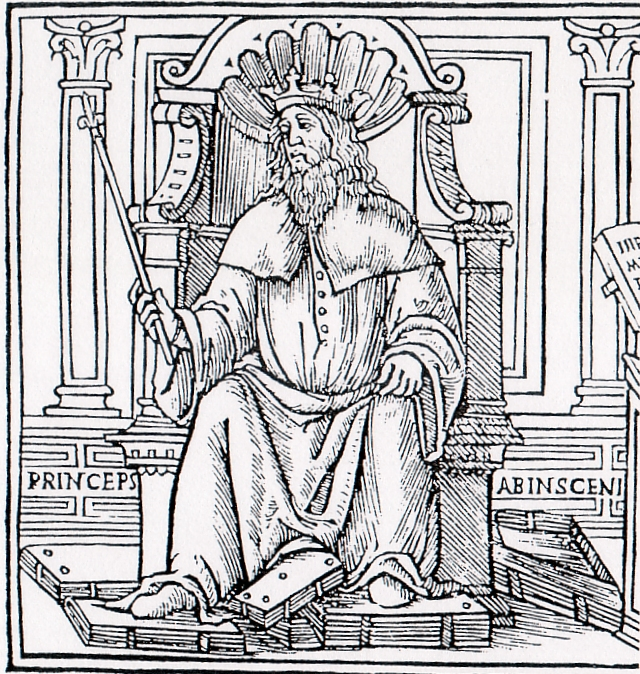
Avicenna als „Princeps (Aboali) Abinsceni (de medicina)“ (Holzschnitt, Venedig 1520)

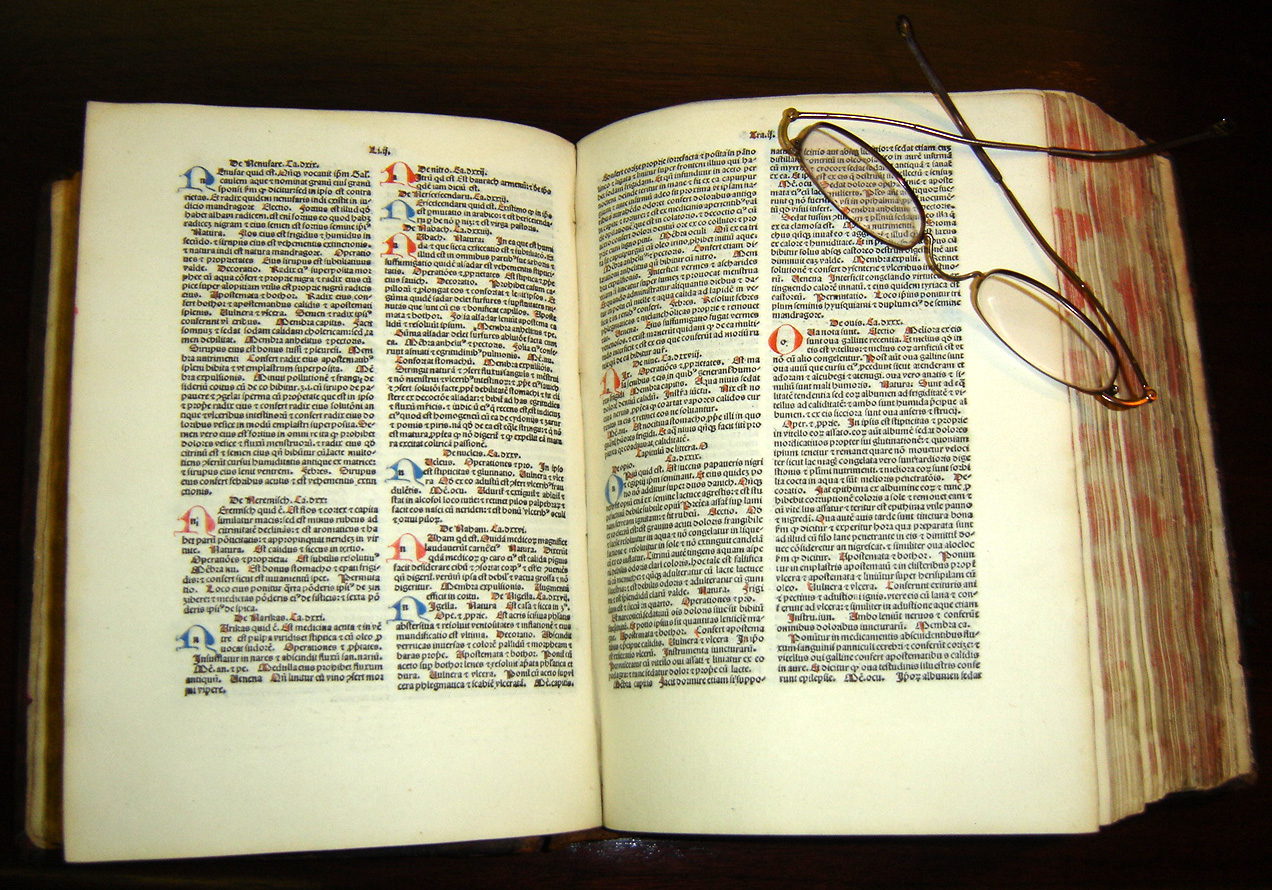
Faksimile einer lateinischen Ausgabe von 1484

Der Kanon der Medizin (arabisch القانون في الطب, DMG al-Qānūn fī ’ṭ-Ṭibb, ‚Satzung‘ oder ‚Gesetzeswerk der Heilkunde‘, entlehnt von altgriechisch κανών kanón, deutsch ‚gerader Stab‘, ‚Stange‘, ‚Messstab‘, ‚Messlatte‘, ‚Richtschnur‘, ‚Norm‘), lateinisch Canon medicinae, das bekannteste medizinische Werk von Ibn Sīnā, genannt Avicenna (gestorben 1037), ist ein Lehr- und Nachschlagewerk. Es ist in fünf Hauptabschnitte („Bücher“) unterteilt. Der „Kanon“ (oder „Canon“) wurde lateinisch übermittelt im Mittelalter, seit Beginn des 14. Jahrhunderts an europäischen universitären Einrichtungen benutzt, häufig umfangreich kommentiert und blieb in der Neuzeit bis ins 19. Jahrhundert ein Standardwerk der medizinischen Ausbildung. Eine kritische Gesamtausgabe ist bisher nicht erschienen. Textkritische Anmerkungen zum Anteil griechischer und orientalischer Ärzte an Avicennas Kanon legten Hirschberg und Lippert jedoch bereits 1902 in ihrer Übersetzung der augenheilkundlichen Texte vor.
Der Kanon bzw. Canon fasst als „Richtschnur und Regel“ den damaligen Kenntnisstand der vor allem auf Galenos, welchen Avicenna zum Teil wörtlich zitierte, und den galenischen Schriften beruhenden Medizin in der mittelalterlichen islamischen Welt zusammen.

## Inhalt
Der Kanon der Medizin ist detailliert untergliedert. Der arabische Titel qānūn (lat. regula) ist entlehnt vom griechischen Wort kanón, dessen Verwendung Avicenna aus Galens Erwähnung vom Kanon des Polyklet in Über die Lehrmeinungen von Hippokrates und Plato bekannt gewesen sein dürfte. Die fünf Bücher (persisch kitāb-hā, lateinisch libri) sind in Stoffeinheiten (Doctrinae), Untereinheiten (Fen), Traktate (Tractatus), Kapitel (Capitula) sowie Zusammenfassungen (Summae) unterteilt.
Das erste Buch, von Avicenna in Gorgan begonnen, behandelt allgemeine Prinzipien der Medizin und enthält eine Definition der Medizin als Wissenschaft, die Theorie und Praxis unterscheidet. Das erste Buch besteht aus vier Teilen.  Im ersten Teil finden sich Darstellungen zum Kosmos, den vier Elementen und deren Mischungen sowie ausführlich zur Säftelehre. Hier systematisiert Avicenna erstmals die Lehren von Galenos von Pergamon. Als Krankheitskonzept hatten sie teils bis ins 19. Jahrhundert Bestand, als sie von der Zellularpathologie (Rudolf Virchow) und der medizinischen Mikrobiologie (Robert Koch) abgelöst wurden. Zur Diagnose finden vor allem der Puls und der Urin Anwendung. Avicennas Pulslehre zeigt Übereinstimmung mit der chinesischen Pulslehre und ist möglicherweise von dieser beeinflusst. Als Ursachen von Gesundheit und Krankheit führt Avicenna im zweiten Teil des ersten Buches stoffliche, bewirkende, formgebende und zweckdienliche Ursachen an. Dies soll helfen, den menschlichen Körper zu untersuchen, um ihn von Krankheit wieder zurück zur Gesundheit zu führen. Dem Arzt stehen hierzu fünf Mittel zur Verfügung, wie Avicenna im dritten Teil, der sich der Krankheitsvorbeugung widmet, und im vierten, die Therapie der Krankheiten abhandelnden, Teil darstellt: Ernährungstherapie, gute Luft, ein ausgeglichenes Verhältnis von Bewegung und Ruhe sowie als letzte die Behandlung durch ausleitende Arzneimittel und Maßnahmen (etwa dem Aderlass) oder durch chirurgische Eingriffe.
Das zweite Buch besteht aus zwei Teilen bzw. Traktaten, nämlich einer aus sechs Kapiteln bestehende Einleitung und einer die Wirkprinzipien der einzelnen bzw. einfachen, aus Pflanzen, Mineralien oder Tieren gewonnenen Arzneien behandelnden Arzneimittelkunde (Materia medica) und einer ausführlichen Erweiterung der hippokratisch-galenischen Humoralpathologie. Im ersten Teil geht Avicenna zu Beginn auf die (alters- und jahreszeitabhängigen sowie bei einem Missverhältnis ihrer Ausprägung im Körper krankheitserzeugenden) Primärqualitäten (warm, kalt, feucht, trocken) ein und erläutert, wie die Mischung verschiedener Einzeldrogen, die in diesem System selbst warm bzw. erwärmend, kalt bzw. kühlend, feucht bzw. befeuchtend oder trocken bzw. trocknend sind, diese beeinflusst. Die sechs Vorsatzkapitel des ersten Traktats lauten:
1. Über die Komplexionen der Einzelarzneien
2. Über das Erkennen der Wirkungskräfte der Einzelarzneien durch Probe
3. Über das Erkennen der Wirkungskräfte der Einzelarzneien durch logisches Denken
4. Über das Erkennen der Wirkungstätigkeiten der Einzelarzneien
5. Über die Beurteilungsgrundlagen bei Arzneien aufgrund von Einflüssen, die ihnen von außen her zustoßen
6. Über das Sammeln der Arzneien und über ihre Aufbewahrung.[12]

Zum zweiten Vorsatzkapitel stellt Avicenna sieben Bedingungen für die Probe zum Erkennen der Wirkungskräfte der Einzelarzneien auf:
1. Die Arznei bzw. Droge darf nicht durch eine nicht zu ihrem Wesen gehörige Qualität (Hitze, Kälte oder Nähe zu anderen Komplexionen) beeinflusst sein.
2. Die Droge, an der die Probe erfolgen soll, muss bei einer Einzelkrankheit eingesetzt werden, d. h. sie darf nur bei einzeln auftretenden Leiden angewendet werden, nicht aber bei kombinierten Krankheiten.
3. Die Droge muss bei zwei gegensätzlichen Leiden erprobt sein, um die Wirksamkeit auf Ursache und Symptome zu überprüfen.
4. Die Wirkungskraft der Arznei muss der schädigenden Krankheitskraft mit gleicher Stärke entgegengesetzt sein.
5. Die Zeit, die eine Droge zum Wirken benötigt, sollte beachtet werden. Daraus lässt sich schließen, ob Symptome oder Ursache des Leidens gelindert wurden.
6. Der Effekt der Droge sollte in allen Fällen gleich sein, oder zumindest in den meisten.
7. Die Probe hat, damit sie kein fehlerhaftes Ergebnis zeigt, am Menschen und nicht an Tieren stattzufinden.[13]

In alphabetischer Reihenfolge werden nun im zweiten Teil des zweiten Buches Einzeldrogen (heilsame Pflanzen und Mineralien) in 758 Kapiteln behandelt. Sie sind durch Stichworte systematisch gegliedert.
Das dritte Buch ist der Anatomie der Organe des Menschen und ihrer Erkrankungen gewidmet (Pathologie und Therapie) von oben bis unten nach dem häufig anzutreffenden Schema „Von Kopf bis Fuß“ (a capite ad calcem). Es beginnt mit der Anatomie des Gehirns und behandelt dann entsprechende Krankheiten wie Epilepsie oder Schlaganfall. Am Ende stehen die Ausscheidungsorgane und ihre Erkrankungen. Die Extremitäten (Arme und Beine) fehlen. Sie gehörten in den Bereich der Chirurgie. Avicenna behandelt hier also ausschließlich die (auch Magisches aus der Volksmedizin einschließende) „Innere Medizin“.
Im vierten Buch werden äußere und innere Verletzungen sowie Krankheiten aufgeführt, die sich im ganzen Körper ausbreiten oder an mehreren Stellen auftreten (Chirurgie und Allgemeinkrankheiten). Es beginnt mit den Fiebern, behandelt eitrige Geschwüre (Apostemata), Nervenleiden, Luxationen bzw. Verrenkungen, Frakturen, Verdauungsprobleme, Verletzungen durch Tiere (Tierbisse, Insektenstiche), Vergiftungen, Hauterkrankungen (Hautausschläge) und schlussendlich Kosmetik. Im vierten Buch erwähnt Avicenna auch den Medinawurm bzw. die durch diesen Parasiten hervorgerufene Drakunkulose.
Das fünfte Buch befasst sich als pharmakologisches Rezeptbuch mit der Herstellung von etwa 650 Heilmitteln aus mehreren Komponenten (Antidotarium). Es enthält teilweise sehr komplexe Arzneimittel, darunter auch verschiedene Theriak-Zubereitungen sowie Confekte, Latwergen, medizinische Öle, Sirupzubereitungen, Pillen und Salben. Den Schluss bildet eine Sammlung kürzerer Rezepturen gegen bestimmte Leiden und ein Verzeichnis der Krankheiten mit Zuordnung der zuvor beschriebenen Medikamente sowie eine Liste von Apothekermaßen und -gewichten.

## Verbreitung, Rezeption und Nachwirkung
Das Studium von Avicennas Kanon der Medizin in Bagdad hatte der nestorianische Arzt Ibn al-Tilmīdh († 1165) etabliert. Dessen Schüler verbreiteten das Werk bzw. dessen Inhalt über Damaskus nach Kairo, wo der Kanon von dem Damaszener Arzt und Medizinhistoriker Ibn Abī Usaibiʿa († 1270) studiert wurde. Der Kanon wurde aber nicht nur in der islamischen Welt, ab etwa 1130 auch in Andalusien (Córdoba), sondern ab dem 13. Jahrhundert in ganz Europa zum Standardwerk der medizinischen universitären Ausbildung. Etwa 1170 übersetzte eine Gruppe um Gerhard von Cremona im 1085 christlich zurückeroberten Toledo ihn und andere arabische Standardwerke ins Lateinische. Diese Fassung wurde u. a. in der Schule von Salerno verwendet. Gegen Ende des 12. Jahrhunderts nutzte Guido von Arezzo (der Jüngere) den Kanon für seinen medizinischen, vor allem Purgiermittel darstellenden Traktat Liber mitis, der die medizinische Avicenna-Rezeption einleitete. Eine hebräische Übersetzung folgte 1279. Sie wurde 1491 in Neapel von den Gersoniden gedruckt. Eine Übersetzung des zweiten und dritten Buchs des Kanon gehörte 1395 zur Ausstattung der Pariser Universitätsbibliothek, wie ein durch den Franziskaner Petrus de Vallibus erstellter Bibliothekskatalog bezeugt.
Die von Gerhard von Cremona besorgte lateinische Übersetzung wurde 1472 in Mailand erstmals gedruckt, wobei die erste Auflage lediglich das dritte Buch des Kanons enthielt (Bis zum Ende des Jahrhunderts erschienen dann jedoch elf Gesamtausgaben, 15 Inkunabeln insgesamt und danach noch einmal 21). Diese Übersetzung hat der an der venetianischen Botschaft in Damaskus tätige Arzt Andrea Alpago aus Belluno (1450–1521, latinisiert Andreas Alpagus) auf Grund alter arabischer Handschriften 1521 verbessert. Nach Andrea Alpagos Tod veröffentlichte sein Neffe und Reisebegleiter Paolo Alpago (latinisiert Paulus Alpagus) 1527 das Werk. Die mit Avicennas Traktat De medicinis cordialibus sowie mit einer verbesserten Übersetzung der Nachweise der Quellenzitate, genannt cantica, ausgestattete und mit Glossaren zu arabischen Pflanzen- und Arzneinamen ergänzte Gesamtausgabe wurde 1527 in Venedig durch L. A. Juntae gedruckt. Im 15. und 16. Jh. ist der lateinische Canon 36 Mal gedruckt worden. Eine 1507 in Venedig gedruckte Ausgabe erschien 1964 in Hildesheim als Reprint. In Basel wurde 1556 eine weitere Fassung gedruckt, die 1976 in Teheran als Faksimile herausgegeben wurde. 1593 wurde in Rom der arabische Text erstmals gedruckt. Dennoch war im 16. Jahrhundert der Einfluss des Kanons bereits am Schwinden. Die Humanisten zogen lieber griechische und römische Autoren heran als Avicenna. In Padua wurde der Kanon jedoch im frühen 18. Jahrhundert noch für die Lehre verwendet. Der Kanon ist weiterhin Gegenstand weltweiter Forschung. Eine vollständige deutsche Übersetzung gibt es bis heute nicht.

## Ausgaben und Übersetzungen
Unter den Ausgaben und Übersetzungen des Kanons finden sich die folgenden:
arabisch
- Digitalisat: Libri quinque canonis medicinae. Erstdruck des arabischen Textes (mit dem philosophischen Buch der Rettung im Anhang), Rom: Typographia Medicea, 1593 (Saab Medical Library, American University of Beirut, zuletzt aufgerufen am 12. Januar 2014)
- Peter Kirsten (Petrus Kirstenius): [Kitāb otūman qānūn al-qānūn …], id est: Liber secundus De Canone Canonis a Filio Sinà. Lateinisch-arabische, kommentierte Teilausgabe. Breslau 1609.
- Kitab Al-Qānūn fī ṭ-ṭibb. 3 Bände. Dar Sadir, Būlāq (Kairo) 1877; Nachdruck Bagdad/Beirut ohne Jahr.

lateinisch (Renaissance und Frühneuzeit)
- Liber canonis Avicenne revisus et ab omni errore mendaque purgatus summaque cum diligentia impressus. Paganinus de Paganinis, Venedig 1507; Nachdrucke Olms, Hildesheim 1964 und 1998.
- Principis Avic[ennae] Liber Canonis necnon de Medicinis cordialibus et Canticum  ab Andr[ea] Bell[unensi] ex antiquis Arabum originalibus ingenti labore summaque diligentia correcti atque in integrum restituti una cum interpretatione nominum Arabicorum quae partim mendosa partim incognita lectores antea norabantur. Giunta, Venedig 1527.
- Liber Canonis, De medicinis cordialibus et Cantica. Joannes Heruagios (Johannes Herwagen), Basel 1556; Neudruck: M. Moghdam, Mostafa Ansari, Majid Rahnema (Hrsg.): The Canon of Avicenna. Translated into Latin by Alpagus. Imperial Organization for Social Services, Teheran 1976 (die erstmals 1544 in Venedig gedruckte zweite Auflage der von Andrea Alpago 1527 überarbeiteten Fassung der mittelalterlichen Übersetzung von Gerhard von Cremona).
- Peter Kirsten (Petrus Kirstenius): [Arabischer Titel, id est:] Liber secundus De Canone Canonis a Filio Sinà. Lateinisch-arabische, kommentierte Teilausgabe. Breslau 1609.
- Vopiscus Fortunatus Plemp: [Canon medicinae.] Teil 1, Löwen 1658. – neue lateinische Übersetzung.[36]

deutsch
- Teilübersetzung von Liber I in: Johannes Gottfried Mayer, Konrad Goehl: Kräuterbuch der Klostermedizin. Reprint-Verlag, Leipzig 2003. ISBN 3-8262-1130-8. S. 74–124
- Übersetzung von Liber II, Teil 1 in: Konrad Goehl: Avicenna und seine Darstellung der Arzneiwirkungen. Mit einer Einführung von Jorit Wintjes. Deutscher Wissenschafts-Verlag, Baden-Baden 2014. ISBN 978-3-86888-078-6, S. 29–86.
- Übersetzung von Liber V in: Joseph Sontheimer: Zusammengesetzte Heilmittel der Araber: Nach dem fünften Buch des Canons von Ebn Sina. Herder, 1845. (Digitalisat).

englisch
- Übersetzung von Liber I in: O. Cameron Gruner: A Treatise on the Canon of Medicine of Avicenna, Incorporating a Translation of the First Book. Luzac & Co, London, 1930. Nachdruck: AMS Press, New York 1970. ISBN 0-404-11231-5
- Übersetzung von Liber I in: Mones Abu-Asab, Hakima Amri, Marc S. Micozzi: Avicenna’s Medicine: A New Translation of the 11th-Century Canon with Practical Applications for Integrative Health Care. Healing Arts, 2013. ISBN 978-1594774324
- Übersetzung von Liber II in: Mones Abu-Asab: Avicenna's Single Drugs: The Second Book of the Canon of Medicine. 2020. ISBN 979-8588284363